# Hans von Praschma
Johannes „Hans” Nepomucen Maria Fryderyk, hrabia von Praschma, baron von Bilkau (niem. Johannes „Hans” Nepomuk Maria Friedrich Graf Praschma, Freiherr von Bilkau, cz. Pražma z Bílkova, ur. 22 grudnia 1867 w Niemodlinie, zm. 28 listopada 1935 tamże), śląski ziemianin, urzędnik i polityk.
Syn hr. Fryderyka II Wilhelma von Praschma i hr. Elżbiety Marii zu Stolberg-Stolberg (1833–1918). Pan na Niemodlinie od 1909 r. Zawarł związek małżeński z Marie Landsberg-Velen (1865–1937).
Prawnik, oficer armii pruskiej w latach 1890–1895. W okresie od 1902 do 1918 poseł do Reichstagu, członek pruskiego parlamentu, aż do 1930 był członkiem Rady Rzeszy dla Górnego Śląska. W latach 1921–1930 był przewodniczącym Niemieckiej Partii Centrum na Śląsku, był również członkiem Katolickiego Komitetu Niemieckiej Narodowej Partii Ludowej (DNVP). Podczas III powstania śląskiego zastąpił on ks. Hermanna von Hatzfeldta na stanowisku pełnomocnika Niemiec na terenie plebiscytowym.